# Cirurgia robótica

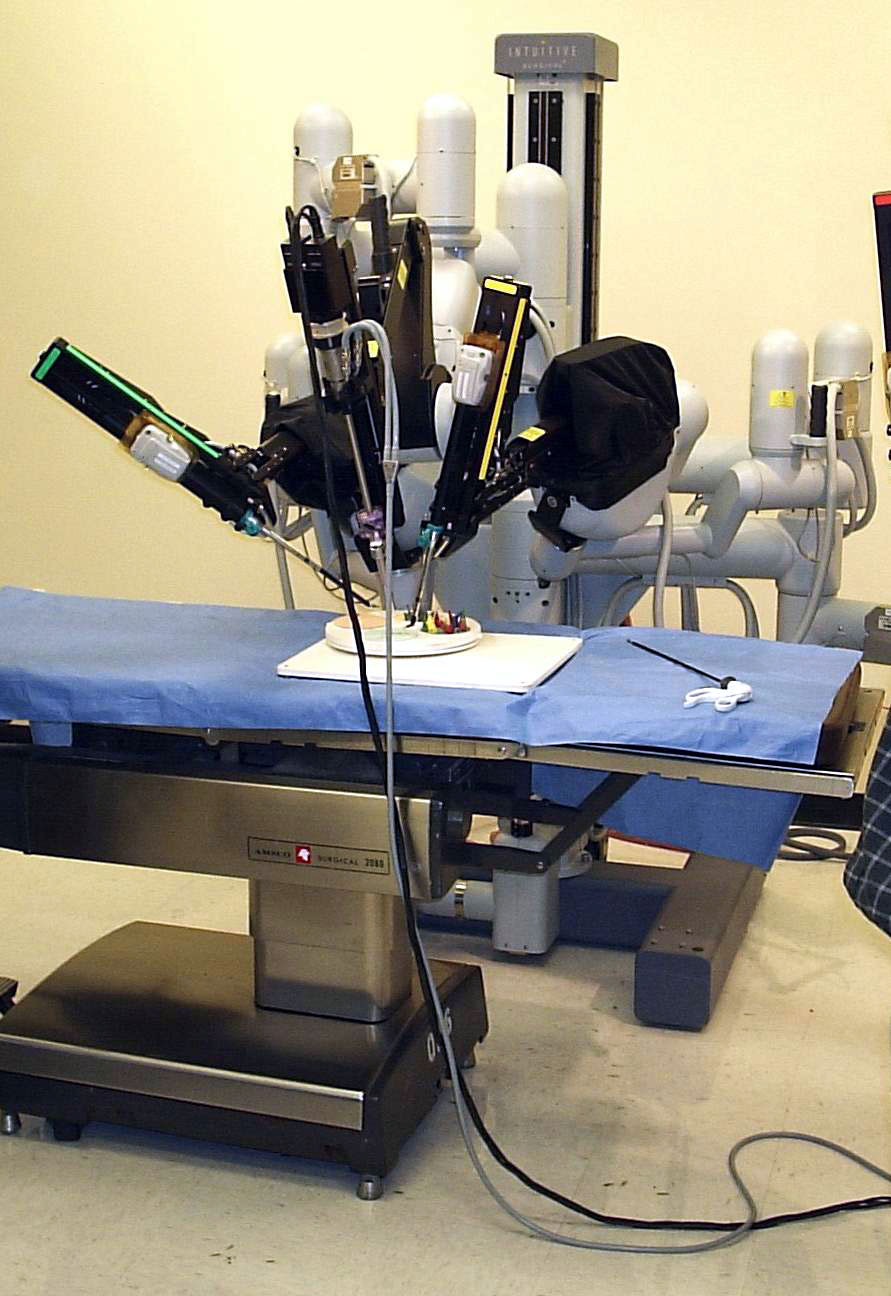
Um sistema de cirurgia assistida por computador, utilizado para operações na próstata, conserto de válvulas cardíacas e cirurgias urológicas.

Cirurgias robóticas ou cirurgias robô-assistidas é um tipo de cirurgia onde o médico manipula um robot, que faz as incisões e ressecções, através de um console joystick.  Este tipo de cirurgia foi desenvolvido tanto para melhorar a capacidade dos siderurgiões realizando cirurgias abertas, quanto para minimizar o impacto em cirurgias minimamente invasivas.
Nos Estados Unidos, atualmentes, há mais de 2800 robôs cirúrgicos em atividade. No Brasil, o Albert Einstein, Sírio-Libanês e
Oswaldo Cruz foram os pioneiros a oferecer cirurgia com o uso do robó.
Atualmente, há mais de 45 robós DaVinci no Brasil. Alguns hospital já adquiriram sua 3a Unidade, como por exemplo o Hospital Israelita Albert Einstein. Enquanto, outros locais de referência são os hospitais: Sirio-Libanes, Hospital 9 de Julho, AC Camargo, entre outros. O principal uso mundial do robó é o seu emmprego nas prostatectomias radicais.
A cirurgia robótica apresenta resultados controversos. Apesar de alguns benefícios, tais como: menor taxa de sangramento e um potencial benefício como menores taxas de impotência sexual, o Ministério da Saúde, através da Comissão Conitec, recomendou contra o seu uso no SUS, pois apresenta custos elevados.
Recentemente, outros sistemas robóticos estão sendo aprovados e testados em diferentes países. Um deles é o REVO-i (da Korea), aprovado para uso clínico nos Estados Unidos pelo FDA e Mazor robotics da Medtronic

## História
A primeira vez em que foi utilizado um robô, foi em 1985, quando o robô PUMA 560, foi utilizado durante a realização de uma biopsia no cérebro para guiar a agulha. Em 1988, o PROBOT, desenvolvido no Colégio imperial de Londres , foi usado para realizar uma operação de próstata. Em 1992, o ROBODOC, da empresa "Sistemas cirúrgicos integrados", para esculpir com precisão encaixes em um fêmur durante uma operação para instalação de uma prótese de quadril. 
Antes da Intuitive ser a referência no mercado mundial, a Computer Motion (empresa não mais em atividade) desenvolveu o AESOP 1000, utilizado com uma central de comando, conjunto denominado ZEUS, foi o primeiro sistema robótica utilizado para cirurgias transcontinentais, onde o cirurgião Michel Gagner ( em Nova Iorque) operou o robó Zeus em Estrasburgo, na França. 
Um grande avanço foi dado pela necessidade das Forças Armadas norte-americanas para fazerem cirurgias a distância na década de 1990, com expectativa de ter braços robóticos em hospitais próximos aos fronts, enquanto nos EUA ou em outra parte do mundo, o cirurgião principal, atuando num joystick, faria o procedimento, transmitidos por internet, esses dados iriam até o robô no campo de batalha, porém projeto não foi adiante, devido às limitações na velocidade de transmissão de dados e à impossibilidade de operar no campo de batalha sem que houvesse alguém que mexesse no robô in loco.

## Vantagens e Desvantagens
Algumas das vantagens da cirurgia robótica são precisão, redução das incisões, diminuição da perda de sangue e diminuição do tempo de cura e cicatrização. Além disso o robô normalmente permite uma melhor manipulação e uma magnificação dos movimentos tridimensionalmente, melhorando a ergonomia. Também é reportado uma diminuição da dor, redução da necessidade de transfusão de sangue e do uso de medicamentos analgésicos..
Entre as desvantagens pode-se mencionar o custo do robô, mais de um milhão de dólares, além dos custo dos suprimentos. Além disso é necessário treinamento adicional para utilizar o equipamento.  O elevado preço é causado pela existência de só uma empresa no mercado mundial, cada equipamento custa, em média, R$ 2,5 milhões, além da manutenção de em torno de R$ 200 mil por ano, além disso, os planos e seguros de saúde não reembolsam o aluguel do robô, que custa de
R$ 6 mil a R$ 12 mil.
Na cirurgia de alta complexidade a utilização do robô é desejável, para a correta delimitação do plano de dissecção entre o tumor, próstata e manuseio do tecido periprostático saudável, minimizando a possibilidade de margem positiva, isto é, permanecer algum fragmento do tumor no leito, além do menor impacto na qualidade de vida, isto é, alta precoce, menor sangramento, menor taxa de disfunção erétil (em meta-análises e revisões sistemáticas, com significância estatística, p< 0,005 e com intervalo de confiança adequados.
- Menor sangramento.
- Menor transfusão de sangue.
- Alta precoce e retorno as atividades rotineiras (menor período de afastamento).
- Menor tempo de cirurgia (quando comparada à técnica laparoscópica coberta pela plano).
- Menor taxa de disfunção erétil (impotência).
- Custo mais elevado

## Cirurgia robótica e a judicialização
Apesar de a cirurgia robótica não constar atualmente no Rol de Procedimentos e Eventos em Saúde da Agência Nacional de Saúde Suplementar (ANS), sua indicação médica tem sido objeto de frequente judicialização no Brasil. A ausência no rol, por si só, não impede que o procedimento seja considerado de cobertura obrigatória, especialmente após a promulgação da Lei nº 14.454/2022, que definiu o caráter exemplificativo do rol da ANS.
De acordo com essa legislação, planos de saúde podem ser obrigados judicialmente a cobrir tratamentos fora do rol quando atendidos critérios como a existência de prescrição médica fundamentada, comprovação científica da eficácia e recomendação por órgãos técnicos nacionais ou internacionais. A cirurgia robótica tem sido judicialmente reconhecida como alternativa menos invasiva e mais precisa em determinados casos, como nas áreas de urologia, ginecologia e oncologia, o que tem motivado decisões favoráveis a pacientes, mesmo diante da negativa administrativa por parte das operadoras.
Tribunais estaduais e o Superior Tribunal de Justiça (STJ) têm consolidado o entendimento de que a negativa baseada exclusivamente na ausência do procedimento no rol da ANS pode ser considerada abusiva, especialmente quando compromete a saúde do beneficiário.